# Isabella von Brasilien

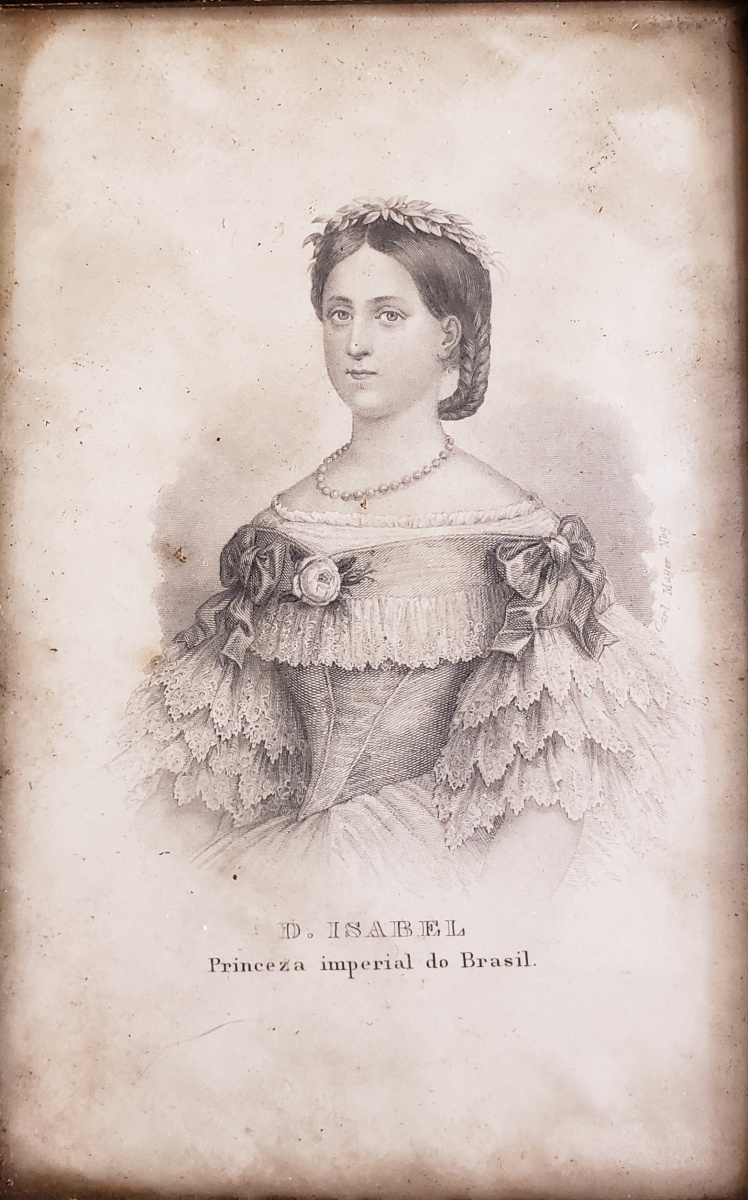
Prinzessin Isabella von Brasilien

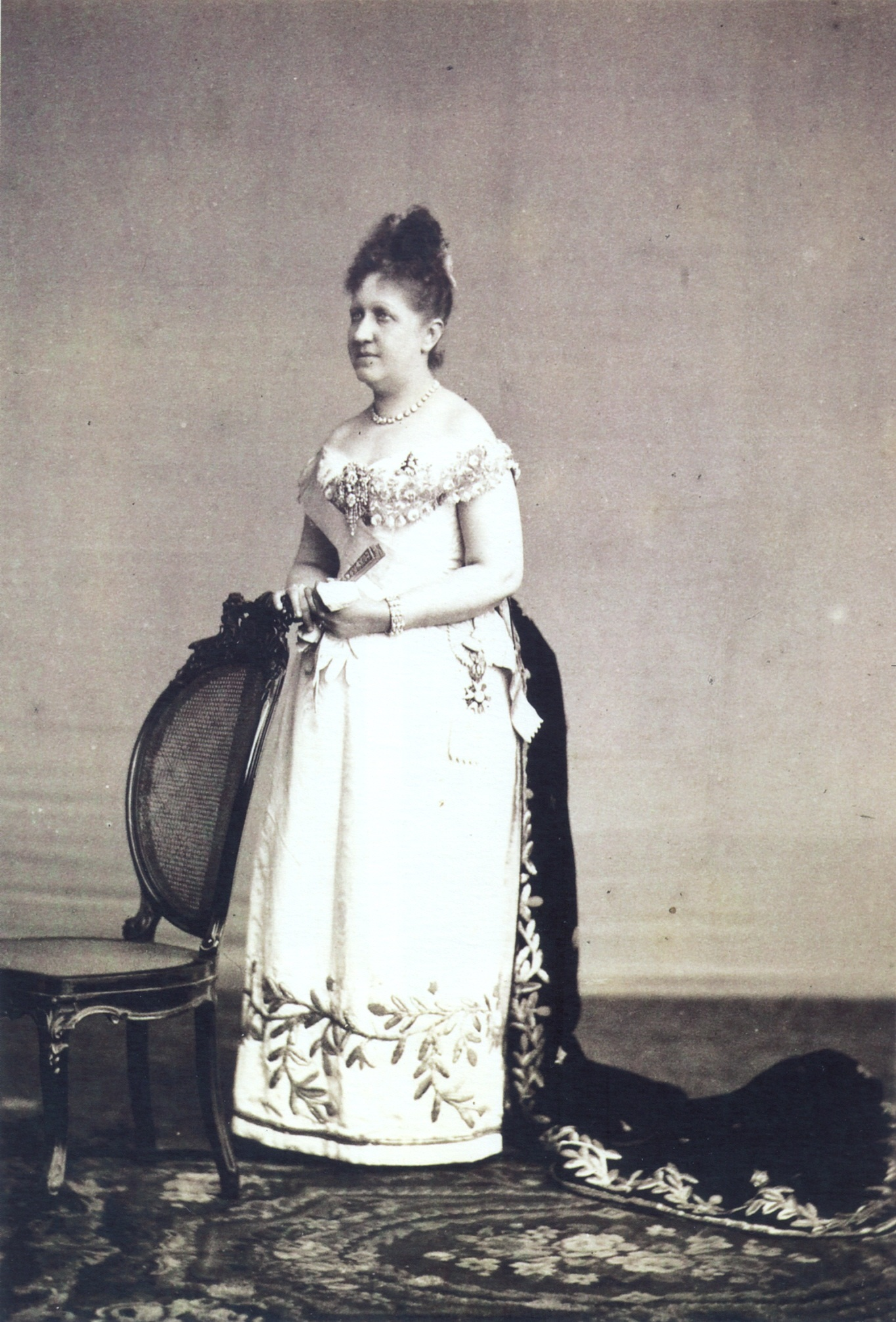
Isabella bei Antritt ihrer 3. Regentschaft im Jahr 1887

Isabella Cristina Leopoldina Augusta Micaela Gabriela Rafaela Gonzaga d’Orléans-Braganza (geborene von Braganza und Neapel-Sizilien) (* 29. Juli 1846 in Rio de Janeiro; † 14. November 1921 im Château d’Eu in der Normandie) war die letzte Kronprinzessin von Brasilien.

## Leben
Isabella, genannt Isabel, war die Tochter des brasilianischen Kaisers Peter II. und der Prinzessin Teresa Maria Cristina von Neapel-Sizilien und wurde im Paço de São Cristóvão, dem Kaiserpalast in Rio de Janeiro geboren.
Sie heiratete Gaston d’Orléans, comte d’Eu, einen Sohn von
Louis Charles d’Orléans, Duc de Nemours und dessen Gemahlin Prinzessin Viktoria von Sachsen-Coburg-Saalfeld-Koháry, am 15. Oktober 1864 in Rio de Janeiro. Aus der Ehe gingen vier Kinder hervor:
- Dona Luísa Vitória de Orléans e Bragança (*/† 28. Juli 1874, Totgeburt)
- Dom Pedro de Alcântara de Orléans e Bragança (1875–1940)
- Dom Luís de Orléans e Bragança (1878–1920)
- Dom Antônio Gastão de Orléans e Bragança (1881–1918)[2]

Sie war Regentin des Kaiserreiches Brasilien zwischen dem 25. Mai 1871 und 31. März 1872, zwischen dem 26. März 1876 und dem 28. September 1876 sowie zwischen dem 30. Juni 1887 und 22. August 1888.

Das Goldene Gesetz, das die Sklaverei in Brasilien abschaffte

Am 13. Mai 1888 unterzeichnete sie das „Goldene Gesetz“ (Lei Áurea), das die Sklaverei abschaffte. Die Unterzeichnung war ihr möglich, da zu der Zeit ihr Vater, Kaiser Dom Pedro II. in Europa weilte. Isabella erhielt im Volksmund dafür den Ehrentitel A Redentora („die Erlöserin“) und wurde von Papst Leo XIII. mit einer Goldenen Rose geehrt. 
Mit der Unterzeichnung des Gesetzes war Brasilien das letzte westliche Land, das die Sklaverei abschaffte. Die Lei Áurea entfremdete jedoch auch die Großgrundbesitzer vom Kaisertum. Die brasilianische Monarchie wurde durch einen Militärputsch unter Führung des Marschalls Manuel Deodoro da Fonseca gestürzt, am 15. November 1889 riefen die Generäle die Republik aus.
Die Familie floh nach dem Sturz des Kaisers nach Frankreich. Hier lebte sie auf Château d’Eu in der Normandie. Kurz nach Ende des Ersten Weltkriegs verlor sie ihren jüngsten Sohn Antônio, der als Pilot der Royal Air Force bei einem Flugzeugabsturz tödlich verletzt wurde. Ihr Sohn Luíz diente bei der British Army und starb 1920 an den Folgen seiner während des Krieges erlittenen Verwundungen.
Isabella starb am 14. November 1921 im Alter von 75 Jahren im Château d’Eu in Frankreich.